# 9.ª etapa da Volta a França de 2018
A 9ª etapa da Volta a França de 2018 teve lugar a 15 de julho de 2018 entre Arras e Roubaix sobre um percurso de 154 km.

## Classificação da etapa
| \| Classificação por etapas \| Classificação por etapas \| Classificação por etapas \| Classificação por etapas \| Classificação por etapas \| \| Ciclista \| Ciclista \| Equipe \| Tempo \| \| \| ------------------------ \| ------------------------ \| ------------------------ \| ------------------------ \| ------------------------ \| \| 1. \| John Degenkolb \| Trek-Segafredo \| 3h24m26s \| \| \| 2. \| Greg Van Avermaet \| BMC Racing Team \| + 0s \| \| \| 3. \| Yves Lampaert \| Quick-Step Floors \| + 0s \| \| \| 4. \| Philippe Gilbert \| Quick-Step Floors \| + 19s \| \| \| 5. \| Peter Sagan \| Bora-Hansgrohe \| + 19s \| \| \| 6. \| Jasper Stuyven \| Trek-Segafredo \| + 19s \| \| \| 7. \| Bob Jungels \| Quick-Step Floors \| + 19s \| \| \| 8. \| André Greipel \| Lotto-Soudal \| + 27s \| \| \| 9. \| Edvald Boasson Hagen \| Dimension Data \| + 27s \| \| \| 10. \| Timothy Dupont \| Wanty-Groupe Gobert \| + 27s \| \| |                      |                     |          |
| |                      |                     |          |
| Fonte: ProCyclingStats |                      |                     |          |
| Classificação por etapas |                      |                     |          |
| Ciclista | Ciclista             | Equipe              | Tempo    |
| 1. | John Degenkolb       | Trek-Segafredo      | 3h24m26s |
| 2. | Greg Van Avermaet    | BMC Racing Team     | + 0s     |
| 3. | Yves Lampaert        | Quick-Step Floors   | + 0s     |
| 4. | Philippe Gilbert     | Quick-Step Floors   | + 19s    |
| 5. | Peter Sagan          | Bora-Hansgrohe      | + 19s    |
| 6. | Jasper Stuyven       | Trek-Segafredo      | + 19s    |
| 7. | Bob Jungels          | Quick-Step Floors   | + 19s    |
| 8. | André Greipel        | Lotto-Soudal        | + 27s    |
| 9. | Edvald Boasson Hagen | Dimension Data      | + 27s    |
| 10. | Timothy Dupont       | Wanty-Groupe Gobert | + 27s    |

## Classificações ao final da etapa

### Classificação geral
| \| Classificação geral \| Classificação geral \| Classificação geral \| Classificação geral \| Classificação geral \| \| Ciclista \| Ciclista \| Equipe \| Tempo \| \| \| ------------------- \| ------------------- \| ------------------- \| ------------------- \| ------------------- \| \| 1. \| Greg Van Avermaet \| BMC Racing Team \| 36h07m17s \| \| \| 2. \| Geraint Thomas \| Team Sky \| + 43s \| \| \| 3. \| Philippe Gilbert \| Quick-Step Floors \| + 44s \| \| \| 4. \| Bob Jungels \| Quick-Step Floors \| + 50s \| \| \| 5. \| Alejandro Valverde \| Movistar Team \| + 1m31s \| \| \| 6. \| Rafał Majka \| Bora-Hansgrohe \| + 1m32s \| \| \| 7. \| Jakob Fuglsang \| Astana \| + 1m33s \| \| \| 8. \| Chris Froome \| Team Sky \| + 1m42s \| \| \| 9. \| Adam Yates \| Mitchelton-Scott \| + 1m42s \| \| \| 10. \| Mikel Landa \| Movistar Team \| + 1m42s \| \| |                    |                   |           |
| |                    |                   |           |
| Fonte: ProCyclingStats |                    |                   |           |
| Classificação geral |                    |                   |           |
| Ciclista | Ciclista           | Equipe            | Tempo     |
| 1. | Greg Van Avermaet  | BMC Racing Team   | 36h07m17s |
| 2. | Geraint Thomas     | Team Sky          | + 43s     |
| 3. | Philippe Gilbert   | Quick-Step Floors | + 44s     |
| 4. | Bob Jungels        | Quick-Step Floors | + 50s     |
| 5. | Alejandro Valverde | Movistar Team     | + 1m31s   |
| 6. | Rafał Majka        | Bora-Hansgrohe    | + 1m32s   |
| 7. | Jakob Fuglsang     | Astana            | + 1m33s   |
| 8. | Chris Froome       | Team Sky          | + 1m42s   |
| 9. | Adam Yates         | Mitchelton-Scott  | + 1m42s   |
| 10. | Mikel Landa        | Movistar Team     | + 1m42s   |

### Classificação por pontos
| Classificação por pontos | Classificação por pontos | Classificação por pontos | Classificação por pontos | Classificação por pontos |
| Ciclista                 | Ciclista                 | Equipe                   | Pontos                   |                          |
| ------------------------ | ------------------------ | ------------------------ | ------------------------ | ------------------------ |
| 1.                       | Peter Sagan              | Bora-Hansgrohe           | 299 pts                  |                          |
| 2.                       | Fernando Gaviria         | Quick-Step Floors        | 218 pts                  |                          |
| 3.                       | Dylan Groenewegen        | LottoNL-Jumbo            | 132 pts                  |                          |
| 4.                       | Alexander Kristoff       | UAE Team Emirates        | 129 pts                  |                          |
| 5.                       | Arnaud Démare            | Groupama-FDJ             | 106 pts                  |                          |
| 6.                       | André Greipel            | Lotto-Soudal             | 106 pts                  |                          |
| 7.                       | John Degenkolb           | Trek-Segafredo           | 100 pts                  |                          |
| 8.                       | Andrea Pasqualon         | Wanty-Groupe Gobert      | 72 pts                   |                          |
| 9.                       | Sonny Colbrelli          | Bahrain-Merida           | 64 pts                   |                          |
| 10.                      | Philippe Gilbert         | Quick-Step Floors        | 55 pts                   |                          |

### Classificação da montanha
| Classificação da montanha | Classificação da montanha | Classificação da montanha  | Classificação da montanha | Classificação da montanha |
| Ciclista                  | Ciclista                  | Equipe                     | Pontos                    |                           |
| ------------------------- | ------------------------- | -------------------------- | ------------------------- | ------------------------- |
| 1.                        | Toms Skujiņš              | Trek-Segafredo             | 6 pts                     |                           |
| 2.                        | Sylvain Chavanel          | Direct Énergie             | 4 pts                     |                           |
| 3.                        | Dion Smith                | Wanty-Groupe Gobert        | 4 pts                     |                           |
| 4.                        | Lilian Calmejane          | Direct Énergie             | 3 pts                     |                           |
| 5.                        | Daniel Martin             | UAE Team Emirates          | 2 pts                     |                           |
| 6.                        | Fabien Grellier           | Direct Énergie             | 2 pts                     |                           |
| 7.                        | Marco Minnaard            | Wanty-Groupe Gobert        | 1 pt                      |                           |
| 8.                        | Yoann Offredo             | Wanty-Groupe Gobert        | 1 pt                      |                           |
| 9.                        | Kévin Ledanois            | Fortuneo-Samsic            | 1 pt                      |                           |
| 10.                       | Anthony Perez             | Cofidis, Solutions Crédits | 1 pt                      |                           |

### Classificação da jovens
| Classificação dos jovens | Classificação dos jovens | Classificação dos jovens | Classificação dos jovens | Classificação dos jovens |
| Ciclista                 | Ciclista                 | Equipe                   | Tempo                    |                          |
| ------------------------ | ------------------------ | ------------------------ | ------------------------ | ------------------------ |
| 1.                       | Søren Kragh Andersen     | Team Sunweb              | 36h09m00s                |                          |
| 2.                       | Thomas Boudat            | Direct Énergie           | + 7m00s                  |                          |
| 3.                       | Pierre Latour            | AG2R La Mondiale         | + 7m37s                  |                          |
| 4.                       | Magnus Cort              | Astana                   | + 8m36s                  |                          |
| 5.                       | Guillaume Martin         | Wanty-Groupe Gobert      | + 9m26s                  |                          |
| 6.                       | Stefan Küng              | BMC Racing Team          | + 12m07s                 |                          |
| 7.                       | Nils Politt              | Katusha-Alpecin          | + 12m42s                 |                          |
| 8.                       | Egan Bernal              | Team Sky                 | + 16m09s                 |                          |
| 9.                       | Michael Gogl             | Trek-Segafredo           | + 20m22s                 |                          |
| 10.                      | Fernando Gaviria         | Quick-Step Floors        | + 22m18s                 |                          |

### Classificação por equipas
| Classificação por equipes | Classificação por equipes | Classificação por equipes | Classificação por equipes |
| Equipe                    | Equipe                    | Tempo                     |                           |
| ------------------------- | ------------------------- | ------------------------- | ------------------------- |
| 1.                        | Quick-Step Floors         | 98h48m50s                 |                           |
| 2.                        | Movistar Team             | + 8s                      |                           |
| 3.                        | Mitchelton-Scott          | + 1m50s                   |                           |
| 4.                        | Bahrain-Merida            | + 3m56s                   |                           |
| 5.                        | Team Sunweb               | + 4m01s                   |                           |
| 6.                        | BMC Racing Team           | + 5m04s                   |                           |
| 7.                        | Bora-Hansgrohe            | + 5m10s                   |                           |
| 8.                        | Lotto NL-Jumbo            | + 5m13s                   |                           |
| 9.                        | Trek-Segafredo            | + 5m36s                   |                           |
| 10.                       | AG2R La Mondiale          | + 6m33s                   |                           |